# Víctor Manuel Ayala
Víctor Manuel Ayala González (Morales, 8 maggio 1989) è un calciatore guatemalteco, portiere dell'Iztapa.

## Carriera
Nel 2015 ha disputato la CONCACAF Gold Cup con il Guatemala.